# Übernahme von Activision Blizzard durch Microsoft
Am 18. Januar 2022 gab Microsoft seine Absicht bekannt, Activision Blizzard für 68,7 Milliarden Dollar zu übernehmen.
Der Kauf wurde am 13. Oktober 2023 endgültig besiegelt. Es ist die größte Übernahme in der Geschichte der Videospiele. Gemäß den Bedingungen der Vereinbarung besitzt Microsoft seitdem die Tochterunternehmen Activision, Blizzard Entertainment und King unter der Marke Xbox Game Studios. Durch die Übernahme ist Microsoft Eigentümer von Franchises wie Call of Duty, Crash Bandicoot, Spyro, Warcraft, StarCraft, Diablo, Overwatch und Candy Crush. Der Abschluss der Übernahme wurde für Mitte 2023 erwartet, doch im Dezember 2022 hatte sich die US-Bundeshandelskommission (Federal Trade Commission) formell gegen die Übernahme ausgesprochen. Am 26. April 2023 wurde die Übernahme seitens der britischen Aufsichtsbehörde Competition and Markets Authority (CMA) mit der Begründung, der Deal könnte großen Einfluss auf die Zukunft des Cloudgaming-Markts haben, blockiert. Microsoft kündigte an, in Berufung gegen das Urteil zu gehen. Unmittelbar nach der Bekanntgabe brach die Aktie um 10 Prozent ein und das Unternehmen verlor sieben Milliarden Dollar an Börsenwert.

## Hintergrund
Activision Blizzard ist einer der größten Videospielpublisher der Welt mit einem Jahresumsatz von etwa 8,8 Milliarden Dollar im Jahr 2021.
Das Unternehmen besteht aus fünf Geschäftsbereichen:
- Activision Publishing
- Blizzard Entertainment
- King[6]
- Major League Gaming[7]
- Activision Blizzard Studios[8]

Zu den Vermögenswerten des Unternehmens gehören Marken wie Call of Duty, Crash Bandicoot und Spyro von den Activision-Studios, Warcraft, Diablo, StarCraft und Overwatch von Blizzard Entertainment und Candy Crush Saga von King.
Microsoft ist ein marktbeherrschender Akteur im Bereich Computersoftware, stellt außerdem die Xbox-Konsolen her und betreibt die Xbox Game Studios, welche First-Party-Titel entwickeln. Im März 2021 schloss Microsoft die Übernahme von ZeniMax Media und Bethesda Softworks für geschätzte 7,5 Milliarden Dollar ab, was zu diesem Zeitpunkt eine der größten Übernahmen von Videospielen war.

## Geschichte
Am 18. Januar 2022 kündigte Microsoft seine Absicht an, Activision Blizzard für 68,7 Milliarden Dollar zu übernehmen, was ungefähr 95 Dollar pro Aktie entspricht. Der Aktienkurs von Activision Blizzard sprang an diesem Tag im vorbörslichen Handel um fast 40 % in die Höhe. Die Übernahme würde Microsoft zum drittgrößten Spielehersteller der Welt und zum größten Unternehmen mit Hauptsitz in Amerika machen, hinter dem chinesischen Unternehmen Tencent und dem japanischen Konglomerat Sony. Sollte die Übernahme abgeschlossen werden, wäre sie auch die bisher teuerste Übernahme im Bereich Videospiele.
Goldman Sachs fungiert als Finanzberater von Microsoft, während Allen & Company die Finanzberater von Activision sind. Simpson Thacher fungiert als Rechtsberater für Microsoft, während Skadden als Rechtsberater für Activision fungiert. Der Deal wurde von den Vorständen beider Unternehmen genehmigt und wird voraussichtlich im Jahr 2023 abgeschlossen, nachdem die internationalen Regierungsbehörden den Vorgang geprüft haben. Nach Abschluss des Deals wäre Activision Blizzard ein Schwesterunternehmen der Xbox Game Studios unter einer neuen Microsoft Gaming Division mit Phil Spencer als Leiter. Der Deal würde es Microsoft auch ermöglichen, Activision Blizzard-Spiele über seinen Xbox Game Pass-Service anzubieten. Spencer sprach auch über die Wiederbelebung einiger älterer Activision Blizzard-Franchises, die ihm selbst gefallen haben, und erwähnte Serien wie King’s Quest, Guitar Hero und Hexen: Beyond Heretic.
Bobby Kotick erklärte, dass er, Spencer und der CEO von Microsoft, Satya Nadella, im Jahr 2021 Gespräche über ihre Besorgnis über die Macht von Tencent, NetEase, Apple und Google geführt haben und dass Activision Blizzard die Computerexpertise im Bereich des maschinellen Lernens und der Datenanalyse fehlte, die notwendig wäre, um mit diesen Unternehmen zu konkurrieren. Laut Kotick führte dies zu der Idee, dass Microsoft, das über diese Fähigkeiten verfügt, Activision Blizzard zu einem attraktiven Preis übernimmt.
In einer auf der Investoren-Website von Activision Blizzard veröffentlichten Erklärung erklärte das Unternehmen, dass seine Branche die „dynamischste und aufregendste Unterhaltungskategorie über alle Plattformen hinweg“ sei und dass die Spiele bei der Entwicklung des entstehenden Metaversums an vorderster Front stehen würden. Einige Journalisten sahen in dieser Akquisition und in der Übernahme von Bethesda Softworks durch Microsoft im März 2021 einen Versuch, mit Meta Platforms, früher bekannt als Facebook, zu konkurrieren.
Die Ankündigung erfolgte im Zuge der Ereignisse im Zusammenhang mit dem California Department of Fair Employment and Housing v. Activision Blizzard, einer im Juli 2021 erhobenen Klage, in der dem Unternehmen sexuelle Belästigung, Diskriminierung am Arbeitsplatz und Vergeltungsmaßnahmen seitens Activision Blizzard vorgeworfen wurden. Die Vorwürfe hatten sich bis November 2021 auf Handlungen ausgeweitet, die der CEO von Activision Blizzard, Bobby Kotick, begangen hatte.
Das Wall Street Journal und Bloomberg News berichteten, dass der Zeitpunkt der Übernahme eine Reaktion auf die laufende DFEH-Klage sei. In den Berichten beider Zeitungen hieß es, dass Activision Blizzard eine Übernahme durch andere Unternehmen, einschließlich der Facebook-Muttergesellschaft Meta Platforms, in Erwägung gezogen hatte, da die finanziellen Ergebnisse der letzten Spieleveröffentlichungen und Produktionsverzögerungen härter als erwartet ausgefallen waren. Ausgehend von den SEC-Einreichungen im Zusammenhang mit der Fusion trat Microsoft in den Tagen unmittelbar nach dem Bericht des Wall Street Journal vom November 2021 erneut an Activision Blizzard heran, um eine Übernahme von Activision Blizzard zu erwirken. Obwohl Kotick zögerte, das Unternehmen zu verkaufen, stimmte der Vorstand dem Deal zu, da er weiterhin die anhaltenden Auswirkungen des Rechtsstreits fürchtete, solange Kotick noch im Vorstand saß. Der Buyout würde Kotick einen würdevollen Ausstieg in der Zukunft ermöglichen, der sich in den meisten Szenarien auf 252,2 bis 292,9 Millionen Dollar belaufen würde.
Offiziellen Verlautbarungen zufolge wird Kotick im Rahmen des Deals CEO von Activision Blizzard bleiben und diese Position voraussichtlich auch behalten, während der Deal die regulatorischen Verfahren durchläuft, da Activision Blizzard bis zum Abschluss des Deals unabhängig von Microsoft bleibt. Laut dem Wall Street Journal wird Kotick unter der Leitung von Microsoft „gehen, sobald der Deal abgeschlossen ist“, während Kotick in einem Interview sagte, dass er ein Interesse daran hat, im Unternehmen zu bleiben. Microsoft hat sich nach der Bekanntgabe der Übernahme noch nicht direkt zu dem Rechtsstreit mit Activision Blizzard geäußert, jedoch kündigte das Unternehmen eine Woche zuvor an, dass es seine eigenen Richtlinien zu sexueller Belästigung und geschlechtsspezifischer Diskriminierung überarbeiten werde.
Die Aktionäre von Activision Blizzard haben der Übernahme im April 2022 fast einstimmig zugestimmt.
Am 18. Juli 2023 wurde die Übernahmefrist um drei Monate verlängert. Sollte die Übernahme nicht vollzogen werden, erhöht sich die Vertragsstrafe schrittweise auf bis zu 4,5 Milliarden.
Der Kauf wurde am 13. Oktober 2023 endgültig besiegelt. Damit wurde Microsoft offiziell Eigentümer von Activision Blizzard.

## Regulatorische Genehmigungen
Aufgrund des Umfangs der Übernahme wird das Geschäft von mehreren staatlichen Handelsgremien auf kartellrechtliche Bedenken geprüft. Mit Stand Dezember 2022 haben Saudi-Arabien, Brasilien, Serbien und Chile die Übernahme ohne regulatorische Zugeständnisse für Microsoft genehmigt.

## U.S. Bundeshandelskommission
In den Vereinigten Staaten wurde die Übernahme von der Federal Trade Commission (FTC) und nicht traditionell vom US-Justizministerium geprüft, da die Behörde in den letzten zehn Jahren mehr Bedenken gegen Fusionen und Übernahmen im Big-Tech-Sektor geäußert hatte. Die Senatoren Elizabeth Warren, Bernie Sanders, Sheldon Whitehouse und Cory Booker äußerten im Rahmen der FTC-Untersuchung ihre Besorgnis über den Zusammenschluss und erklärten, dass beide Unternehmen es versäumt hätten, die Rechte und die Würde ihrer Arbeitnehmer zu schützen, und dass der Zusammenschluss abgelehnt werden sollte, wenn die Transaktion wahrscheinlich die Monopolmacht verstärken und die Verhandlungsposition zwischen den Arbeitnehmern und den Parteien verschlechtern würde". Die FTC äußerte die Befürchtung, dass die Übernahme den Verbrauchern der Spiele von Activision Blizzard schaden und Microsoft zu viel Kontrolle über bestimmte Bereiche der Branche, wie z. B. Cloud-Gaming, geben würde. Die FTC wies auch auf die Übernahme von Zenimax hin, von der die FTC behauptete, dass Microsoft einem Zugeständnis der Europäischen Union zugestimmt hatte, ihre Spiele nicht exklusiv für die Xbox zu machen, und dieses Zugeständnis nicht eingehalten hatte. In einer Erklärung gegenüber Stephan Totilo von Axios erklärte die EU, dass sie Microsofts Übernahme von Zenimax bedingungslos genehmigt hatte, da sie keine "wesentlichen Auswirkungen" auf den Spielemarkt sah, selbst wenn Microsoft die Titel von Zenimax exklusiv machen würde.
Dies steht jedoch tatsächlich im vertraglich vereinbarten Dokument: „Daher hätte Microsoft laut der anmeldenden Partei keinen Anreiz die Bereitstellung von ZeniMax-Spielen zum Kauf auf konkurrierenden Konsolen einzustellen oder einzuschränken.“
Microsoft antwortete auf die Beschwerde der FTC, dass Sony selbst eine der größten Plattformen mit Exklusivtiteln ist, die vertraglich nicht für die Xbox gemacht werden können, und dass man im Falle der Bethesda-Spiele weiterhin plant, Inhalte für die Multiplayer-Spiele Elder Scrolls Online und Fallout 76 für alle Plattformen anzubieten, um ein verlieren der Spielerbasis zu vermeiden.
Starfield ist jedoch zumindest bisher als Xbox-Exklusivtitel mitgeteilt worden.
Microsoft hatte ursprünglich auch die Verfassungsmäßigkeit der FTC angefochten, weil der Kommissar vom Präsidenten nach Belieben abgesetzt werden kann, und weil sie Verwaltungsrichter für die Erstprüfung von Fällen einsetzt, die beide in den jüngsten Fällen vor dem Obersten Gerichtshof eine Rolle gespielt haben, hat aber diese Formulierung in einer geänderten Antwort gestrichen und sich auf den Videospielmarkt beschränkt.

## Andere
Die U.S. Securities and Exchange Commission (SEC) prüfte mögliche Behauptungen, dass Investoren, die Kotick nahe stehen, vor der Ankündigung der Übernahme Insiderhandel betrieben haben. Activision Blizzard erklärte, dass es bei der Überprüfung durch die SEC uneingeschränkt kooperieren werde.
Die britische Wettbewerbs- und Marktaufsichtsbehörde erklärte ihre Absicht, die Übernahme im August 2022 auf höherer Ebene zu prüfen. In der Entscheidung der Phase 1, die am 1. September 2022 erging, hieß es, dass der Zusammenschluss „voraussichtlich zu einer erheblichen Beeinträchtigung des Wettbewerbs auf einem oder mehreren Märkten im Vereinigten Königreich führen wird“. Die Phase 2 der Untersuchung soll bis zum 26. April 2023 dauern. Im darauffolgenden Monat würde die übergeordnete Prüfung beginnen.
Im September 2022 begann die Europäische Kommission (EK) mit der Prüfung der ersten Phase der Übernahme durch Microsoft. Die EK verschickte einen Fragebogen an mehrere Unternehmen der Spieleindustrie, um sie zu den möglichen Auswirkungen der Übernahme auf ihre Existenz zu befragen, auch für den Fall, dass Microsoft sich dafür entscheidet, Rivalen in Zukunft von Activision-Spielen auszuschließen. Die EK kündigte am 8. November 2022 an, dass sie eine zusätzliche Prüfung der Fusion durchführen wird, „um sicherzustellen, dass das Ökosystem der Spielebranche zum Nutzen der Nutzer in einem sich schnell entwickelnden Sektor lebendig bleibt.“ Die Ergebnisse dieser Überprüfung werden bis April 2023 erwartet. Am 16. Januar 2023 kündigte die Europäische Kommission an, dass sie eine Stellungnahme gegen den Deal mit Activision Blizzard vorbereiten würde, was eine kartellrechtliche Warnung zur Folge hätte.
Die Europäische Kommission reichte am 3. Februar 2023 eine formelle Beschwerde gegen die Übernahme ein. Die EU-Kommission gab an, dass für Microsoft ein „Anreiz bestehen könnte, den Zugang zu Activisions beliebtem Call-of-Duty-Franchise zu blockieren“, was zu einer „Verringerung des Wettbewerbs auf den Märkten für den Vertrieb von Konsolen- und PC-Videospielen führen könnte, was zu höheren Preisen, geringerer Qualität und weniger Innovation für die Vertreiber von Konsolenspielen führen könnte, was wiederum an die Verbraucher weitergegeben werden könnte.“ Microsoft traf sich am 21. Februar 2023 mit den EU-Regulierungsbehörden und gab bekannt, dass es einen Zehnjahresvertrag mit Nintendo abgeschlossen hat, um Call of Duty neben der Xbox-Version auch auf dieser Plattform zu veröffentlichen und Call of Duty und andere Microsoft-Spiele mit Nvidia als Teil seines GeForce-Now-Streamingdienstes anzubieten.
Am 15. Mai 2023 stimmte die Europäische Kommission der Übernahme zu.
Das Geschäft wird auch in Japan, Australien, Neuseeland und anderen Ländern geprüft. Die Freigabe seitens Neuseelands erfolgte am 7. August 2023.

## Rechtliche Anfechtungen
Das New York City Employees’ Retirement System, das Anteilseigner von Activision Blizzard ist, verklagte das Unternehmen im April 2022 mit der Begründung, das Unternehmen habe den Übernahme-Deal mit Microsoft schnell abgeschlossen, um die im Rahmen des laufenden DCEH-Prozesses aufgedeckten Verfehlungen von Kotick zu vertuschen und sich jeglicher Haftung zu entziehen.
Sjunde AP-Fonden, ein von der schwedischen Regierung geführter Pensionsfonds mit Investitionen in Activision-Blizzard, reichte im November 2022 vor einem US-Gericht eine Klage gegen Microsoft und Activision-Blizzard ein, in der sie Absprachen beim Zustandekommen des Deals behauptet. In der Klage wird behauptet, dass Microsoft aufgrund der geschwächten Position von Activision-Blizzard infolge der Klage der kalifornischen DFEH wegen Belästigung am Arbeitsplatz mit Kotick und Activision-Blizzard verhandelt hat, um das Unternehmen zu einem niedrigeren Preis zu kaufen. In der Klage wurde Kotick auch beschuldigt, das Geschäft dazu benutzt zu haben, sein angebliches Fehlverhalten im Zusammenhang mit der DFEH-Klage zu vertuschen.
Eine Gruppe von Spielern reichte im Dezember 2022 eine Klage gegen Microsoft ein, um den Zusammenschluss gemäß dem Clayton Antitrust Act von 1914 zu verhindern, der es Verbrauchern ermöglicht, solche Klagen einzureichen. In der Klage wird argumentiert, dass die geballte Macht von Microsoft im Falle einer Fusion den Videospielmarkt stören und Microsoft die Möglichkeit geben würde, seine Konkurrenten auszustechen und eine stärkere Position einzunehmen. Microsoft scheiterte im Januar 2023 mit dem Versuch, die Klage abzuweisen, und im März 2023 werden dem Richter Argumente im Rahmen einer Vorbesprechung vorgelegt.

## Reaktionen und Kommentare
Mehrere Mitarbeiter von Activision Blizzard haben vorsichtigen Optimismus in Bezug auf die Übernahme geäußert. Die ABK Workers Alliance, eine Gruppe von Mitarbeitern, die nach der DFEH-Klage auf eine gewerkschaftliche Organisierung drängt, sagte, die Übernahme ändere „nichts an den Zielen“ der Alliance. Einem Bericht von Business Insider zufolge haben mehrere Microsoft-Mitarbeiter ihre Besorgnis über den Deal im Hinblick auf die Skandale um sexuelle Belästigung und die Arbeitsplatzkultur bei Activision Blizzard geäußert und auf „konkrete Schritte gehofft, um sicherzustellen, dass wir keine gefährliche und unwillkommene Kultur einführen.“ Am 19. Januar 2022 kritisierte der Präsident der Weltbank, David Malpass, die Übernahme und verglich den Übernahmepreis mit dem geringeren Betrag der Anleihefinanzierung, die den Entwicklungsländern während der COVID-19-Pandemie zur Verfügung stand.
Sony Interactive Entertainment und die Aufsichtsbehörden äußerten Bedenken hinsichtlich der möglichen Übernahme der Call-of-Duty-Reihe durch Microsoft, die bis April 2021 mehr als 400 Millionen Mal verkauft wurde und als eines der wertvollsten Spiele in der Videospielbranche gilt. Kurz nach der Ankündigung der Übernahme hatte Sony erklärt, dass man von Microsoft erwarte, alle Publishing-Vereinbarungen von Activision Blizzard für Multiplattform-Spiele einzuhalten, und versichert, dass Call of Duty auf der PlayStation-Plattform verfügbar bleiben und nicht zu einem konsolenexklusiven Titel werden würde. Spencer und der Präsident von Microsoft, Brad Smith, versicherten, dass Microsoft diese bestehenden Vereinbarungen fortsetzen werde, und äußerten den Wunsch, Call of Duty und andere beliebte Spiele von Activision Blizzard auch über die Laufzeit dieser Vereinbarungen hinaus auf der PlayStation zu veröffentlichen sowie die Möglichkeit zu prüfen, diese Spiele auf die Nintendo-Konsolen zu bringen.
Um den September 2022 herum sagte Xbox-Chef Phil Spencer, dass Microsoft im Januar einen Brief an Sony geschrieben habe, in dem sie ihr Engagement bekräftigten, Call of Duty auf der PlayStation „mehrere Jahre“ über die aktuellen vertraglichen Vereinbarungen vor der Übernahme hinaus beizubehalten, die laut Bloomberg bis 2024 dauern sollen. Spencer sagte, das Angebot an Sony gehe „weit über die typischen Vereinbarungen der Spieleindustrie hinaus“ Sonys Präsident Jim Ryan antwortete Spencer, dass Microsoft in seiner Zusage nur die Absicht geäußert habe, Call of Duty für drei weitere Jahre über die aktuellen Vertragsbedingungen hinaus zu behalten, und dass „ihr Vorschlag in vielerlei Hinsicht unzureichend sei und die Auswirkungen auf unsere Spieler nicht berücksichtige. Wir wollen sicherstellen, dass PlayStation-Spieler auch weiterhin das qualitativ hochwertigste Call-of-Duty-Erlebnis haben, und Microsofts Vorschlag untergräbt diesen Grundsatz.“ Aus öffentlichen Dokumenten, die im Rahmen der britischen Untersuchung eingereicht wurden, ging hervor, dass Microsoft durch frühere vertragliche Vereinbarungen zwischen Sony und Activision in der Bereitstellung von Call of Duty über Xbox Game Pass für mehrere Jahre eingeschränkt wäre.
Dem entgegen steht die Aussage von Activision selbst, dass Call of Duty (bei einem Scheitern des Deals) nicht zum Game Pass oder einem anderen Aboservice kommen würde. Da dies „zu einer Verwässerung der Marke und Kannibalisierung des Umsatzes führen“ würde.
Microsoft gab an, dass sie an Sony am 11. November 2022 geschrieben haben und einer zehnjährigen Verpflichtung zustimmen würden, dass Call of Duty nicht exklusiv für Xbox bleibt. Sony erklärte weiter, dass Microsofts Absicht mit der Übernahme darin bestehe, Sony und PlayStation aus dem Wettbewerb mit Microsoft herauszunehmen und stattdessen die PlayStation-Plattform eher mit der Nintendo Switch vergleichbar zu machen, was laut Sony darauf basiere, eine familienfreundliche Position einzunehmen und nicht zu versuchen, mit Spielen für Erwachsene wie Call of Duty in Wettbewerb zu treten. Neben der Verpflichtung gegenüber Sony hatte sich auch Microsoft im Dezember 2022 zu einem ähnlichen Zehn-Jahres-Deal gegenüber Nintendo verpflichtet, um Call of Duty auf Nintendos Plattformen zu bringen, was ein weiterer Versuch war, den Regulierungsbehörden zu beweisen, dass sie nicht die Absicht hatten, den Titel exklusiv für Xbox oder Windows zu machen.
Spencer erklärte außerdem, dass Microsoft mit der Übernahme Zugang zu Activisions Handyspielen erhalten wolle, darunter auch die Spiele der King-Abteilung wie Candy Crush Saga. Er sagte, dass es weltweit 200 Millionen Spielkonsolennutzer gibt, während der mobile Markt über 3 Milliarden Menschen erreicht.
Auch Google und Nvidia äußerten sich negativ über den Deal.